# Taillet
Taillet (catalano: Tellet) è un comune francese di 105 abitanti situato nel dipartimento dei Pirenei Orientali nella regione dell'Occitania.

## Sito

### Simboli
Il tiglio, in francese tilleul, ricorda il nome del comune.

## Società

### Evoluzione demografica
Abitanti censiti